# Ya Boy
William Joseph Crawford,  meglio conosciuto con lo pseudonimo di Ya Boy o YB (San Francisco, 28 gennaio 1984), è un rapper statunitense.
È cugino di San Quinn, Messy Marv e Champ Bailey (fratello minore di Quinn).

## Carriera
Ya Boy è salito alla ribalta con il singolo "16's With Me". Nel 2005 ha pubblicato il suo primo mixtape, Future of the Franchise, e in seguito il suo primo album studio Rookie of the Year sotto l'etichetta musicale Done Deal Entertainment, del cugino San Quinn. Il disco comprende la collaborazione di E-40, Turf Talk, Clyde Carson dei The Team, San Quinn e altri. Il primo singolo ad essere estratto dall'album è stato "Step Ya Game Up", prodotto da Rick Rock. Nel 2011 collabora con i con i Far East Movement e Natalia Kills nel brano 2 Is Better.

## Discografia

### Album studio
- Rookie of the Year (2005)
- The Facelift (2009)

### Mixtapes
- 2004: Street Heat"16's Wit Me"(with Fully Loaded)
- 2005: The Future of the Franchise
- 2006: Ya Boy Radio: Part 1
- 2007: Chapter 1: The Rise
- 2007: The Fix (Hosted By Big Mike)
- 2007: Optimus Rime
- 2007: The Prince of the City
- 2008: I'm 'Bout to Murdah This Shit
- 2008: The Bay Area Bully
- 2009: Kush 2009
- 2009: Mohawks And Heavy Metal
- 2009: Optimus Rime 2: Revenge Of The Bay Area